# Comuna Kojanka, Orativ
Kojanka (în ucraineană Кожанка) este o comună în raionul Orativ, regiunea Vinnița, Ucraina, formată din satele Bartoșivka și Kojanka (reședința).

## Demografie
Componența lingvistică a satului Kojanka
     Ucraineană (99,57%)
     Alte limbi (0,43%)
Conform recensământului din 2001, majoritatea populației satului Kojanka era vorbitoare de ucraineană (99,57%), existând în minoritate și vorbitori de alte limbi.